# Richard McKinney
Richard Lee McKinney (conocido como Rick McKinney; Decatur, 12 de octubre de 1953) es un deportista estadounidense que compitió en tiro con arco, en la modalidad de arco recurvo.
Participó en cuatro Juegos Olímpicos de Verano, entre los años 1976 y 1992, obteniendo dos medallas de plata, en Los Ángeles 1984, en la prueba individual, y en Seúl 1988 por equipo (con Jay Barrs y Darrell Pace).
Ganó trece medallas en el Campeonato Mundial de Tiro con Arco al Aire Libre entre los años 1975 y 1995.

## Palmarés internacional
| Juegos Olímpicos                 | Juegos Olímpicos             | Juegos Olímpicos  | Juegos Olímpicos |
| Año                              | Lugar                        | Medalla           | Prueba           |
| -------------------------------- | ---------------------------- | ----------------- | ---------------- |
| 1984                             | Los Ángeles (Estados Unidos) | Medalla de plata  | Individual       |
| 1988                             | Seúl (Corea del Sur)         | Medalla de plata  | Equipo           |
| Campeonato Mundial al Aire Libre |                              |                   |                  |
| Año                              | Lugar                        | Medalla           | Prueba           |
| 1975                             | Interlaken (Suiza)           | Medalla de oro    | Equipo           |
| 1975                             | Interlaken (Suiza)           | Medalla de plata  | Individual       |
| 1977                             | Canberra (Australia)         | Medalla de oro    | Individual       |
| 1977                             | Canberra (Australia)         | Medalla de oro    | Equipo           |
| 1979                             | Berlín Occidental (RFA)      | Medalla de oro    | Equipo           |
| 1979                             | Berlín Occidental (RFA)      | Medalla de plata  | Individual       |
| 1981                             | Punta Ala (Italia)           | Medalla de oro    | Equipo           |
| 1981                             | Punta Ala (Italia)           | Medalla de bronce | Individual       |
| 1983                             | Los Ángeles (Estados Unidos) | Medalla de oro    | Individual       |
| 1983                             | Los Ángeles (Estados Unidos) | Medalla de oro    | Equipo           |
| 1985                             | Seúl (Corea del Sur)         | Medalla de oro    | Individual       |
| 1985                             | Seúl (Corea del Sur)         | Medalla de plata  | Equipo           |
| 1995                             | Yakarta (Indonesia)          | Medalla de bronce | Equipo           |